# Majniška deklaracija (1917)
Majniška deklaracija je politična izjava poslancev Jugoslovanskega kluba, ki jo je v dunajskem državnem zboru 30. maja 1917 prebral vodja kluba Anton Korošec.
V letu 1917, ko je v Avstriji oživelo parlamentarno življenje, so se slovenski, hrvaški in srbski poslanci v dunajskem parlamentu povezali v Jugoslovanski klub. Predsednik kluba Anton Korošec je v državnem zboru 30. maja 1917 prebral skupno izjavo, imenovano majniška deklaracija. V njej so zahtevali združitev Južnih Slovanov v monarhiji v avtonomno enoto. V široki akciji po vsem slovenskem ozemlju, ki jo imenujemo deklaracijsko gibanje, so v podporo izjavi zbrali približno 200.000 podpisov.